# Elatophilus inimicus
Elatophilus inimicus är en insektsart som först beskrevs av Drake och Harris 1926.  Elatophilus inimicus ingår i släktet Elatophilus och familjen näbbskinnbaggar. Inga underarter finns listade i Catalogue of Life.